# Bye Bye (chanson de Mariah Carey)
Pour les articles homonymes, voir Bye Bye.
Singles de Mariah Carey
Touch My Body
(2008) I'll Be Lovin' U Long Time
(2008)
Bye Bye est le deuxième single de Mariah Carey issu de l'album E=mc2.

## Histoire
Le single précédent était Touch My Body qui a atteint la position #1 du Billboard Hot 100 aux États-Unis (dépassant ainsi Elvis Presley dans le nombre de #1 dans ce pays. Mariah en ayant 18, à présent. Elle se retrouve deuxième derrière les Beatles qui en détiennent 20), #2 au Canada.
La chanteuse avait annoncé elle-même lors d'un interview qu'il s'agissait d'une ballade, coproduite par Stargate.

## La chanson
Bye Bye est un titre R&B/Pop au thème universel, bien que négatif : la mort d'un proche. Dans la chanson, elle se base sur son expérience personnelle, puisque son père, Alfred Roy Carey, est mort d'un cancer en 2002. La chanteuse avait déjà abordé le thème de la mort dans le titre One Sweet Day, présent sur l'album Daydream en 1995.

## Impact Radio
Le 7 avril 2008, le single est passé pour la première fois dans certaines stations radio américaines.

## Commercialisation
Le single est disponible depuis le 14 avril 2008 sur la plateforme de téléchargement légal iTunes (aux États-Unis). La chanteuse a ensuite interprété le titre à American Idol (l'équivalent de la Nouvelle Star en France).

## Promotion
Le live T4, sur Channel 4, a servi à la promotion du single. Le 14 avril 2008, elle était, comme prévu, présente dans l'émission d'Oprah Winfrey, The Oprah Winfrey Show, et y interpréta le titre. Elle sera aussi présente, le 16 avril, à American Idol, pour y interpréter la chanson. Le 25 avril, elle donnait un mini-concert (Good Morning America) à au Times Square (Manhattan, New York, États-Unis) et y interpréta le titre (ainsi que Touch My Body et I'm That Chick).

### Performances Live
Voici la liste des performances live qui servent de promotion pour le single ainsi que pour l'album (E=mc2).
| Show                   | Playback/Live | Date          |
| ---------------------- | ------------- | ------------- |
| T4 (Channel 4)         | Playback      | 5 avril 2008  |
| The Oprah Winfrey Show | Live          | 14 avril 2008 |
| American Idol          | Live          | 16 avril 2008 |
| Good Morning America   | Live          | 25 avril 2008 |

## Critique
Les critiques de la chanson ont été excellentes. Alors que le site Rap-Up en dit : "Cela va en faire pleurer certains [...] Et qu'il s'agira sûrement d'un nouveau numéro 1", le site de VH1 parle de la chanson et annonce : "[...] au cas où rien d'autre n'est un tube, cette chanson en est un pour sûr [...]".

## Succès
La chanson s'est directement classée n°23 des charts américains, faisant de Bye Bye le 4e plus gros démarrage pour un single cette année-là aux  États-Unis. Et il s'agit aussi de sa 7e meilleure entrée de single dans ces charts.

## Clip-Vidéo
Justin Francis dirige le vidéoclip de la chanson. Dans cette vidéo, Mariah est vêtue notamment d'une jupe en jeans. Le clip contient des images de la tournée promotionnelle de son album E=MC2 et de membres de sa famille décédée comme sa grand-mère et son père. On y voit aussi Luciano Pavarotti.
La première diffusion du clip de Bye Bye devait avoir lieu le 21 avril 2008 puis le 28 avril 2008 dans l'émission américaine Total Request Live, mais elle a été finalement annulée pour des raisons encore inconnues.

## Charts
| Chart (2008)                            | Meilleure Position |
| --------------------------------------- | ------------------ |
| Allemagne - Singles Chart               | 70                 |
| Australie - ARIA Top 50 Singles Chart   | 53                 |
| Brésil - Hot 100 Singles                | 10                 |
| Canada - Billboard Hot 100              | 34                 |
| Europe - Hot 100                        | 84                 |
| Irlande - Top 50 Singles (IRMA)         | 40                 |
| Japon - Hot 100                         | 73                 |
| Nouvelle-Zélande - RIANZ Top 40 Singles | 7                  |
| Royaume-Uni - Top 100 Sinles Chart      | 30                 |
| Turquie - Hot 20                        | 14                 |
| USA - Billboard Hot 100                 | 19                 |
| United Chart                            | 28                 |

### iTunes Charts
| Chart             | Meilleure Position |
| ----------------- | ------------------ |
| iTunes Canada     | 13                 |
| iTunes Japon      | 33                 |
| iTunes Portugal   | 8                  |
| iTunes Suisse     | 33                 |
| iTunes États-Unis | 9                  |